# Ґрант Едвардс
Ґрант Едвардс (англ. Grant Edwards, нар. 21 серпня 1970, Квінсленд Австралія) — колишній австралійський стронгмен, а нині офіцер економічної поліції в Австралії.

## Життєпис
Ґрант Едвардс заявив про себе всьому світу 4 квітня 1996 занотувавши своє ім'я до Книги Рекордів Гінесса. Він зміг протягнути потяг вагою 201 тонну на відстань 36,8 метрів уздовж залізниці в місті Тгірлмере, Новий Південний Уельс, Австралія. Через три роки, себто у 1999 році виграв змагання за звання Найсильнішої Людини Австралії. Виграш у національному змаганні надав йому змогу брати участь у змаганні за звання Найсильнішої Людини Світу. У відбіркових змаганнях він протистояв легендарному Маґнусу Самуельсону. Програвши за підсумком повернувся додому ні з чим.
Нині працює в поліції Австралії.